# Christophe de Ponfilly
Christophe Péan de Ponfilly, dit Christophe de Ponfilly, né le 5 janvier 1951 à Neuilly-sur-Seine (Seine) et mort le 20 mai 2006 à Gambaiseuil (Yvelines), est un journaliste, auteur, réalisateur et producteur français.
Il est également le cofondateur avec Frédéric Laffont de l'agence de presse Interscoop et de la société de production Albert Films.

## Biographie
Christophe Jean Marie Péan de Ponfilly est le fils de Raymond Péan de Ponfilly, polytechnicien, secrétaire de l'association du Centre d'études russes Saint-Georges, et d'Anne Gicquel. Il étudie au collège de l'Andelle à Saint-Denis-le-Thiboult.
Journaliste et réalisateur prolifique, il réalise plus d'une quarantaine de reportages et de documentaires, dont plusieurs sur l'Afghanistan. Il effectue huit voyages dans ce pays, notamment auprès des moudjahidines en lutte contre les troupes soviétiques. Dès 1981, il tourne Une vallée contre un empire, sur la résistance du commandant Massoud dans la vallée du Pandjchir.
Il est également l'auteur de nombreux ouvrages comme Massoud, l’Afghan (1998) ou Scoops (2002).
En 1995, il coréalise À nos profs bien-aimés, avec Marie-Françoise Desmeuzes. Ce film compose six portraits de professeurs enseignant la géographie, la musique, les mathématiques, le français, les arts plastiques et même le chinois.
Il réalise un film de fiction pour le cinéma, L'Étoile du soldat, tourné en Afghanistan et relatant les aventures d'un jeune soldat soviétique contraint d'effectuer son service militaire en Afghanistan, fait prisonnier et découvrant le véritable visage de ceux qu'il combat. Ce film posthume sort en France en salles le 22 novembre 2006. Un livre associé au film paraît aux éditions Albin Michel, ainsi qu'une bande dessinée de René Follet, chez Casterman. Avant sa disparition, Christophe de Ponfilly projetait de réaliser un documentaire sur Paul Pelliot, son héros français préféré.
Le 16 mai 2006, un hommage consacré à son travail sur l'Afghanistan lui est rendu au World Trade Center de Marseille en son absence car il disparaît trois jours auparavant. Le 20 mai 2006, Christophe de Ponfilly est retrouvé mort sur la commune de Gambaiseuil en forêt de Rambouillet. L'enquête conclut à un suicide par arme à feu.
Père de quatre enfants, Christophe de Ponfilly a été marié à Mathilde Marie Roblot (fille d'Antoine Roblot et de Nicole de Buron), Florence Dauchez puis à Rim Turki.

## Récompenses
- Prix Albert-Londres 1985 (Les combattants de l'insolence)
- Prix spécial du jury au festival du scoop et du journalisme d’Angers (Monsieur le Rabbin - 1999)
- Prix spécial du jury au 14e festival Mondial de Télévision du Japon.(Massoud, l'afghan - 2000)
- Prix Planète, prix spécial du jury et Prix Jury Jeunes au F.I.G.R.A.(Massoud, l'afghan - 1998)
- Prix du Festival dei popoli (Florence) "meilleur documentaire 98” (Massoud, l'afghan - 1998)
- Grand Prix du festival Montagne et Aventure d'Autrans (Massoud l'afghan - 2001)
- Prix du C.F.A. "meilleur documentaire de l'année” (Les Plumes font leur CirQue)
- Prix Planète Câble décerné par le public et prix spécial du jury au F.I.G.R.A. (Naître, des histoires banales mais belles - 1994)
- Prix UNESCO, Festival international du film d’art 1994 (Do ré mi fa sol la si do, les Kummer)
- Prix spécial du jury à La Nuit des Yeux d’Or de Reuil Malmaison 1994 (Kaboul au bout du monde)
- Prix UNESCO, Festival des programmes africains de Nairobi 1994 (Télé-Radio-Magie)
- Prix du meilleur documentaire 1992 aux Rencontres Européennes de Télévision de Reims (W Street - 1992)
- Prix Unda au Festival International de Monte-Carlo (A cœur, à corps, à cris - 1992)
- Grand Prix du Festival international de journalisme d'Angers 1990 (Poussières de Guerre)
- Aigle d'or du Festival international d'histoire de Rueil-Malmaison 1990 (Poussières de Guerre)
- Mention au Festival Europa 1991 (Autofolies)
- Prix du meilleur film humanitaire 1987, festival du grand reportage de La Ciotat (Les damnés de l'URSS et Soldats perdus)
- Prix international ONDAS 1983 (Une vallée contre un empire)

## Œuvre

### Films

#### Fiction
- L'Étoile du soldat (2006)

#### Documentaires
- GIGN, le temps des secrets (France)
- Randonnée en Corse (Corse)
- Massoud et la délégation de l'espoir (Afghanistan, France)
- À la mémoire de Massoud (Afghanistan)
- Mariages et contes de fées (France)
- Vies clandestines, nos années afghanes (France, Afghanistan)
- Chronique d'une petite ville russe en hiver (Russie)
- Paris by night (France), dans la collection « Aux p'tits bonheurs, la France »
- Monsieur le Rabbin (France), dans la collection « Aux p'tits bonheurs, la France » (1999)
- Massoud, l’Afghan (Afghanistan) (dont il existe un coffret Double-DVD sorti aux Éditions Montparnasse en 2004)
- Et vive l’école ! (France), dans la collection « Aux p'tits bonheurs, la France »
- Les grandes batailles de Monsieur le Maire (France), dans la collection « Aux p'tits bonheurs, la France »
- La Jeanne s’en va-t-en mer (France)
- A nos profs bien aimés ( corréalisation avec Marie Françoise Desmeuzes )
- L’Ombre blanche au pays des Papous (Indonésie)
- Les derniers Pirates (Caraïbes)
- Les Plumes font leur CirQue (France), dans la collection «Du côté de Zanzi Bar»
- Naître, des histoires banales mais belles (France), dans la collection «Du côté de Zanzi Bar»
- Do ré mi fa sol la si do, les Kummer (Suisse), dans la collection «Du côté de Zanzi Bar»
- Kaboul au bout du monde (Afghanistan), dans la collection «Du côté de Zanzi Bar»
- Chroniques des hauts plateaux (Suisse), dans la collection «Zanzi Bar»
- Télé-Radio-Magie (Burkina Faso), dans la collection «Zanzi Bar»
- Par un bel été russe (URSS), dans la collection «Zanzi Bar»
- W Street (États-Unis), dans la collection «Zanzi Bar»
- Nos enfants de la patrie (France)
- À cœur, à corps, à cris - 3 x 52 minutes - (12 pays)
- Poussières de Guerre - 2 x 52 minutes - (Afghanistan, URSS)
- Autofolies (France)
- Joseph Brodsky (États-Unis et URSS)
- Antoine Blondin (France), dans la collection "Un siècle d'écrivains"
- Massoud, portrait d'un chef afghan (Afghanistan)
- Haute tension (Afrique du Sud)
- Une autre façon d'être blanc (Zimbabwe)
- Les damnés de l'URSS et Soldats perdus (Afghanistan, Canada)
- Edmund ou la vie de château (France)
- Les combattants de l'insolence (Afghanistan)
- Une révolution camouflée (Tigré)
- Les rebelles de la brousse (Angola)
- Une vallée contre un empire (Afghanistan)
- Femmes d'Asie centrale (Asie)

### Livres
- Le clandestin, Robert Laffont, 1985
- Les gobeurs de lunes, Robert Laffont, 1987
- Massoud, l’Afghan, Éditions du Félin, 1998
- Poussières de guerre, Robert Laffont, 2001
- Vies clandestines, Florent Massot, 2001
- Lettre ouverte à Joseph Kessel sur l'Afghanistan, suivi de Une envie de hurler, Bibliophane-Daniel Radford, 2002
- Scoops, Éditions du Félin, 2002
- préface de Chemins d'orient, Jean-Yves Grégoire, Éditions de la Boussole, 2003
- Femme d'Asie Centrale, Mille et une nuits, 2004
- L'étoile du soldat, Éditions Albin Michel[6]
- L'étoile du soldat, bande dessinée parue le 17 août 2007, chez Casterman. Dessins de René Follet.

## Famille
La famille Péan de Ponfilly est une ancienne famille de la noblesse. René Péan, seigneur de Pontfilly, en Pleurtuit, (Ille-et-Vilaine), maintenu noble avec sa mère, veuve, le 9 mai 1669. Louis-Joseph P., de P., membre de la noblesse aux États de Bretagne de 1717. Louis-François de P. de P., reçu page en la Grande Ecurie en 1729, volontaire au régiment de Boulonnais, lors de la descente des Anglais, du 9 au 11 septembre 1758, grièvement blessé à la bataille de Saint-Cast, le 11 septembre 1758 et mort des suites de ses blessures. Louis-Hyacinthe-François Péan, comte de Pontfilly, mousquetaire gris de la 1re compagnie de la Garde du roi, lieutenant des maréchaux de France à Lamballe le 3 juillet 1776, émigré en Angleterre.